# 可巴雅

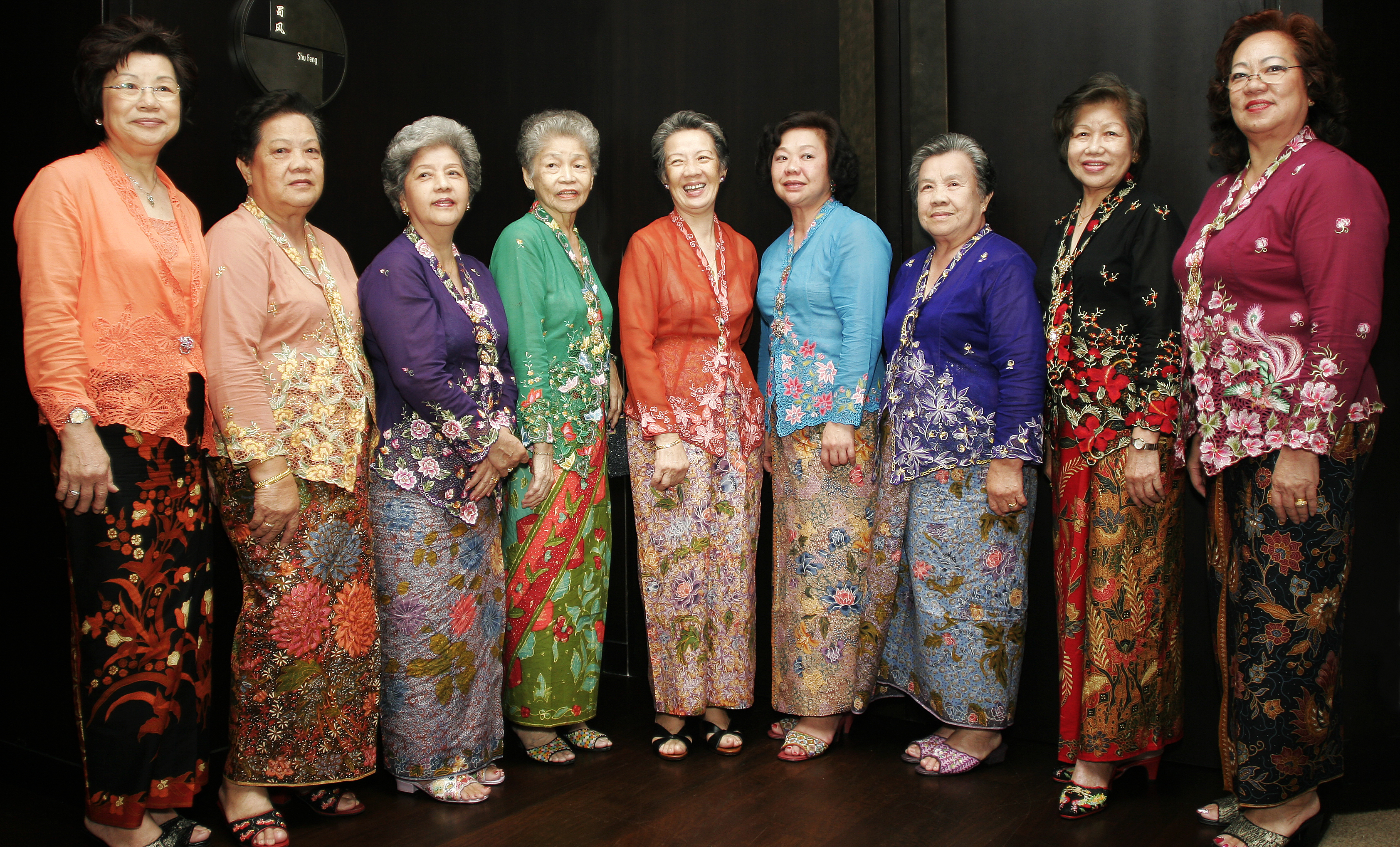
身著可峇雅的娘惹婦女們

可峇雅、峇雅服或娘惹衫是一種傳統的女性衣裳，起源於爪哇麻婆王國。早期，可峇雅流行於印度尼西亞、馬來西亞、新加坡、汶萊、緬甸、泰國南部、柬埔寨和菲律賓南部。製作可峇雅的布料是絲綢、棉布、半透明尼龍或聚酯等等。可峇雅大多以刺繡作為裝飾，以野花野草或各種各樣的花卉作為花樣。可峇雅常常會與紗籠、傳統蠟染布料、織金錦或五顏六色的布料一起穿搭。
可峇雅作為印度尼西亞的民族服裝，影響了整個南洋群島的服飾。

## 詞源
可峇雅一詞相信是源自阿拉伯語，當時阿拉伯人把abaya (直譯為“衣服”)傳入爪哇本土，隨著時間的推移慢慢演變成“kebaya”這個詞彙。